# Prochilodus rubrotaeniatus
Prochilodus rubrotaeniatus é uma espécie de peixe sul-americano de água doce.